# Celle Enomondo
Celle Enomondo, (Sele en piemontès) és un municipi situat al territori de la província d'Asti, a la regió del Piemont (Itàlia).
Limita amb els municipis d'Antignano, Asti, Revigliasco d'Asti i San Damiano d'Asti.
Pertany al municipi la frazione de Merlazza.